# Leucodon
Leucodon là một chi rêu trong họ Leucodontaceae.